# 렌즈 방정식
렌즈 방정식은 물리학에서 모든 광선이 근축광선이라고 가정했을 때, 얇은 렌즈에서 물체거리, 상거리, 초점거리 간의 관계를 나타낸 식을 말한다. 물체거리를 p, 상거리를 q, 초점거리를 f라 뒀을 때 다음과 같은 식으로 나타낼 수 있다.
1/p +1/q =1/f
이 때 p는 왼쪽에 있으면 양(실)이고 오른쪽에 있으면 음이다. q는 오른쪽에 있으면 양, 왼쪽에 있으면 음이다. f는 볼록렌즈에 대해서는 양, 오목렌즈에 대해서는 음이다. 단, 빛은 왼쪽에서 오른쪽으로 이동한다.